# 罗珀奈姆
罗珀奈姆（法語：Roppenheim，法語發音：[ʁɔpənaim]）是法国下莱茵省的一个市镇，属于阿格诺-维桑堡区。

## 地理
罗珀奈姆（48°50'38"N, 8°3'15"E）面积6.88 平方千米，位于法国大東部大區下莱茵省，该省份为法国大陆部分最东部的省份，是阿尔萨斯的一部分，今与上莱茵省组成了阿尔萨斯欧洲集体，其南至上莱茵省，西南接孚日省和默尔特-摩泽尔省，西接摩泽尔省，北与德国接壤。
与罗珀奈姆接壤的市镇（或旧市镇、城区）包括：拜奈姆、福斯特费尔德、路易堡、考弗奈姆、勒伊特奈姆、纳阿厄塞、勒什沃格。

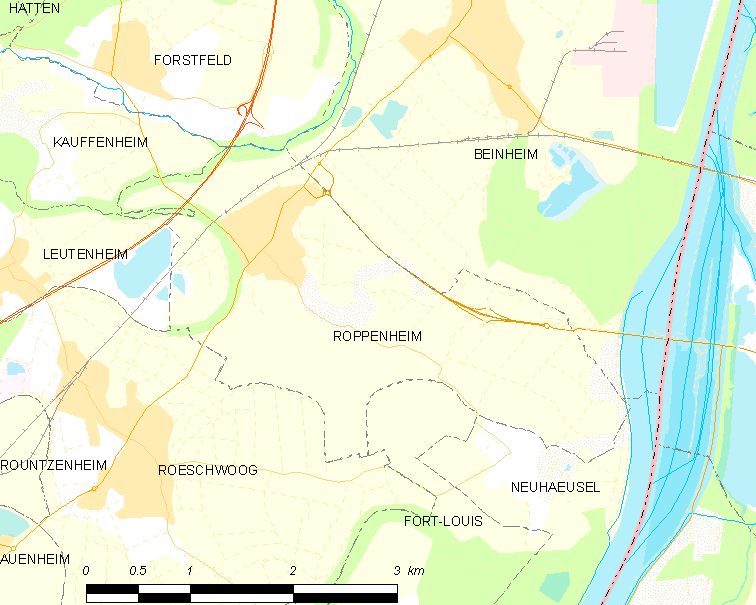
罗珀奈姆的OSM定位图

罗珀奈姆的时区为UTC+01:00、UTC+02:00（夏令时）。

## 行政
罗珀奈姆的邮政编码为67480，INSEE市镇编码为67409。

## 政治
罗珀奈姆所属的省级选区为比什维莱尔县。

## 人口

1962-2008年间罗珀奈姆人口变化图示

罗珀奈姆于2022年1月1日时的人口数量为1039人。